# Tampojung Tengah
Tampojung Tengah is een bestuurslaag in het regentschap Pamekasan van de provincie Oost-Java, Indonesië. Tampojung Tengah telt 2327 inwoners (volkstelling 2010).